# Protogyrinus
Protogyrinus là một chi bọ cánh cứng trong họ Gyrinidae.
Chi này được miêu tả khoa học năm 1927 bởi Hatch.

## Các loài
Chi này gồm các loài:
- Protogyrinus sculpturatus Mjoeberg, 1905